# Hechtia glabra
Hechtia glabra är en gräsväxtart som beskrevs av Townshend Stith Brandegee. Hechtia glabra ingår i släktet Hechtia och familjen Bromeliaceae. Inga underarter finns listade i Catalogue of Life.